# 金陵灯会

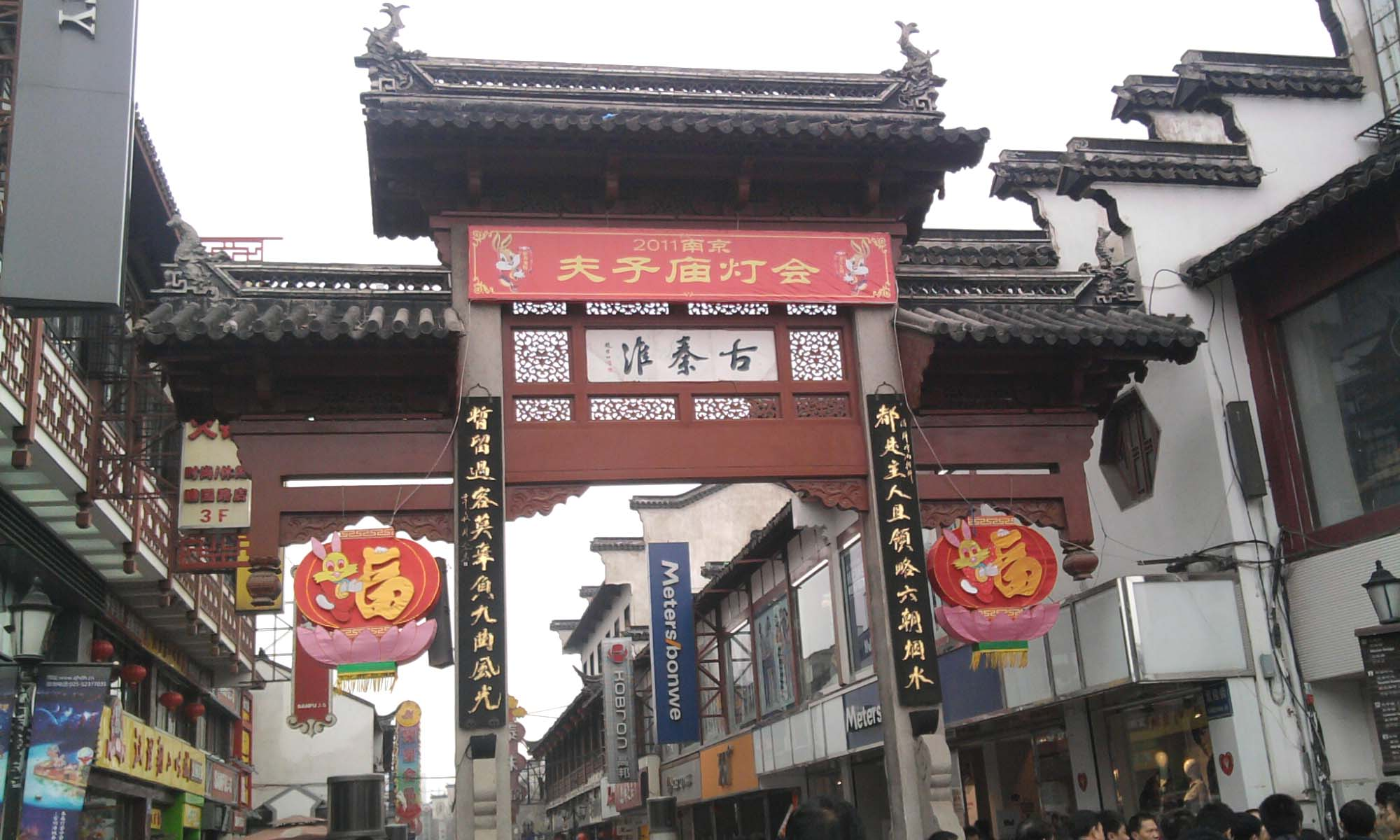
南京夫子庙灯会

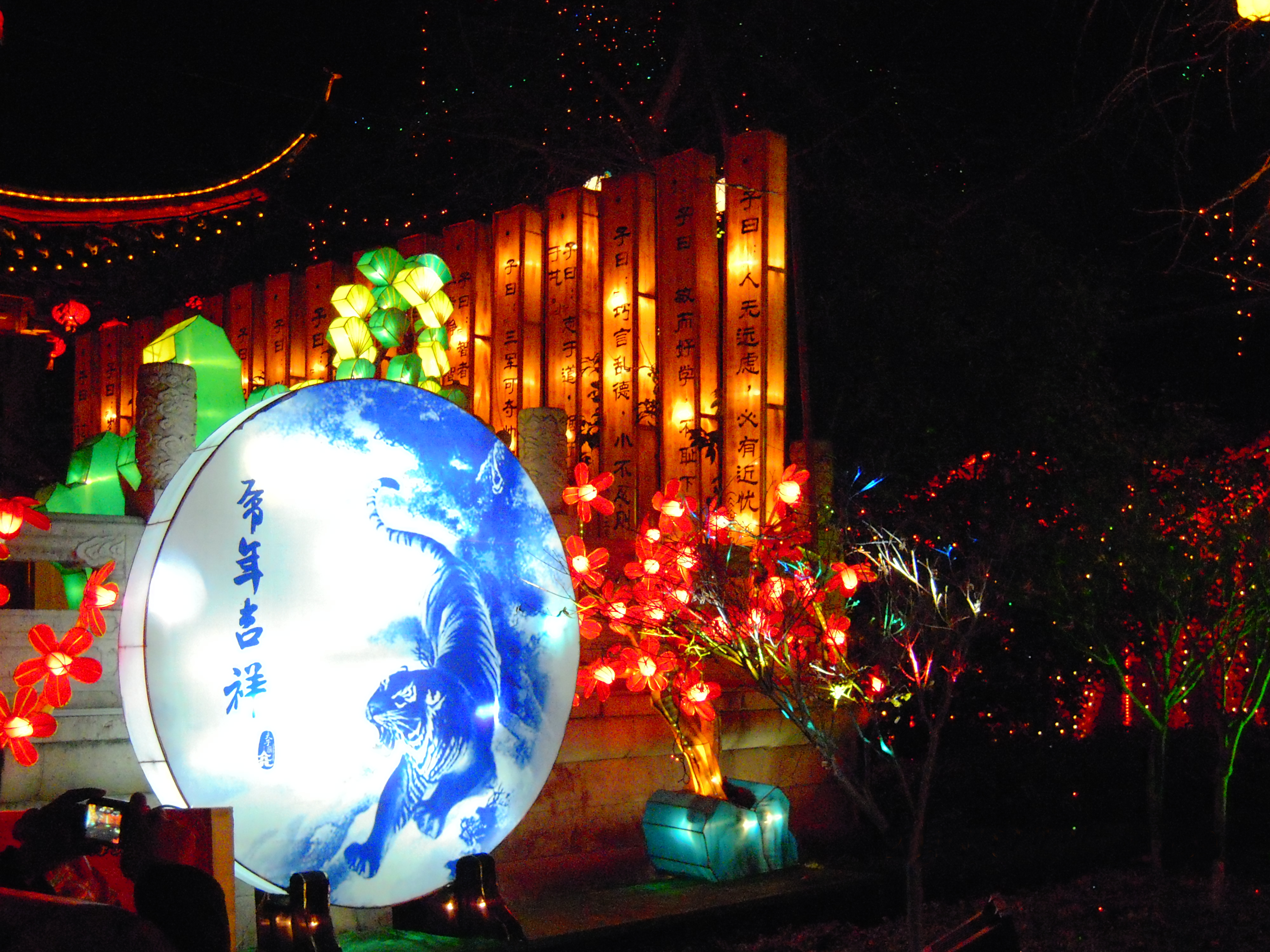
金陵灯会上不同造型的灯盏

金陵灯会亦称秦淮灯会或夫子庙灯会，是广泛流传于中国南京地区的一种民间传统习俗活动，历史悠久，通常集中在每年的春节至元宵节期间举行。金陵灯会有“天下第一灯会”和“秦淮灯彩甲天下”的美誉，是中国唯一一个集灯展、灯会和灯市为一体的大型综合型灯会，同时也是中国规模最大的民俗灯会。现在指每年春节至元宵节期间南京夫子庙举办的大型灯彩展览会，至2017年为止已经成功举办了31届，是中国最著名的灯会活动之一。元宵节是金陵灯会的观灯最高潮。春节观灯是南京的传统习俗之一，南京人有句俗话：“过年不到夫子庙观灯，等于没有过年；到夫子庙不买张灯，等于没过好年。”
2006年6月2日，中国政府将“秦淮灯会”列入中国首批非物质文化遗产名录。

## 历史

### 早期灯会
三国东吴时期最先出现在岁时节庆、欢乐喜庆等重要场合张灯结彩的现象。如前方将士凯旋，朝野官民都会聚集在都城内外，用香花灯烛营造气氛，迎接他们的归来或劳军犒师。而当时的织锦技术也从西蜀传入，促进了江南丝织业的发展，为灯彩制作提供了技术基础。
东晋、南朝时期南京作为当时中国的首都，秦淮河畔居住了很多达官贵族和豪门名士，每到元宵节，他们也效仿宫廷，张灯结彩。东晋诗人习凿齿有诗《诗灯笼》描写当时张灯的情形。南朝宋孝武帝在位期间，纸张技术发展迅速，成本低廉，取代了丝织品的大量应用，使得灯彩艺术迅速发展。
隋以来元宵节张灯结彩的习俗开始正式形成，唐魏徵的《隋书》中对南京张灯结彩的习俗有了详细描述。唐代开始元宵节灯会正式成为民间习俗，其规模也得到迅速发展。张灯时间由元宵一夜扩充到正月十四到正月十六三夜，并取消这期间的宵禁。唐代元宵观灯时，男女老少纷纷夜游，场面非常繁华。这时期南京秦淮河河畔也开始出现了专门以制作彩灯为生的民间艺人。
北宋时期，元宵节张灯时间增加了正月十七、正月十八累计五夜。其间还出现了在彩灯上书写谜语的“灯谜”习俗。南宋淳祐三年（1243年）以后，元宵节张灯时间又增加了正月十三共计六夜。1034年，用于祭祀孔子的至圣文宣王庙（今夫子庙）在南京建成，秦淮河河畔也成为览胜佳地，夫子庙地区的灯会开始出现并迅速发展。

### 明、清、民国时期灯会
朱元璋建立明朝之后定都南京，为了营造盛世氛围，竭力提倡元宵节这一盛事。此后元宵节张灯时间又延长为十夜，成为中国历史上时间最长的灯节。秦淮灯会在这一时期进入到发展高潮，朱元璋每年都花费众多人力、物力、财力，制作相当数量的彩灯，以吸引民众参加规模宏大的元宵灯会。
明朝洪武五年（1372年）元宵节，更是别出心裁地下令在秦淮河上燃放万盏水灯。朱元璋还是一位制作灯谜的高手，由此促进了元宵灯会内容向更加丰富多彩的方向发展。
明朝永乐七年（1409年）初，明成祖朱棣“赐百官上元节假十日”，并继续张灯结彩，营造节日气氛。三年后又下令在南京皇宫午门外，集能工巧匠筹办灯会，精心扎制鳌山“万岁”灯，并且与民同乐。以后年年如此。明代中期以后，南京已成为当时世界上最大的城市之一，《南都繁会景物图》等画卷，形象描绘了焰火夺目的鳌山及老百姓观看演出的热闹场景。明代后期《正德江宁县志》所描绘的灯节，更是繁华得让人目不暇接。
清朝入主中国后，这一地方习俗基本得到延续和发展，文学名著《红楼梦》中就多次描写元宵节的观灯盛况。每年元宵节，夫子庙一带人涌如潮，锣鼓喧天，其灯火之盛比明朝有过之而无不及。1864年，清朝湘军攻入南京，城市设施受到很大破坏，元宵闹灯习俗受到很大冲击。曾国藩意欲恢复昔日繁华景象，便于1865年疏浚秦淮河，重建部分夫子庙建筑，使灯会习俗再度恢复。当时的徽州商人制灯非常有名，称为“徽州灯”，他们曾组织盛大的“提灯晚会”，甚为热闹。另外当时驻扎在南京的湘籍军人所扎制的龙灯也很有名，丰富了灯彩的种类。
自明代开始，秦淮河畔灯火之盛天下双无，仅秦淮灯彩的品种就逐渐地发展到两三百种之多。即使在端午节等其他一些节庆，张灯结彩景象也高潮迭现。而秦淮河畔流光溢彩、桨声灯影、歌舞浪漫等繁华盛况，也引得历代文人骚客、名士才子缱绻逗留，吟咏不绝：“百花疑吐夜，四照似含春”、“一园灯火从天降，万片珊瑚驾海来”、“明灯初试九微悬，瑶馆春归不夜天”、“两岸红灯射碧波，一支兰桨荡银河”······从流传下来的戏剧、小说以及朱自清的《桨声灯影里的秦淮河》等文艺作品中，窥见到当时秦淮及南京灯火盛况的社会画卷。自此，每逢农历新年，元宵前后，秦淮河畔处处张灯结彩、歌舞狂欢，一派欢乐祥和、繁荣热闹的节日景象，秦淮灯会享有“秦淮灯彩甲天下”之美誉，秦淮河悬挂花灯的画舫（俗称“灯船”）亦随之蜚声天下。
中华民国时，当时的《首都志》中有记载：“灯市以笪桥、评事街、夫子庙等处为盛。”但由于国家长期内战，灯会场面一度受到很大影响。1937年，日本军队占领南京，战火使得夫子庙古建筑群遭到破坏，灯会风俗一度中断。直到1939年后，夫子庙地区才偶然有少量的花灯贩卖。1945年后，由于第二次国共内战，通货膨胀严重，普通民众无力再赏玩花灯，因此元宵节张灯、观灯习俗几近消失。

### 中华人民共和国建国后的灯会
1949年中华人民共和国建国后，灯会风俗开始逐渐恢复。20世纪60年代，元宵节灯会的热闹程度已基本恢复。1966年，文化大革命开始后，包括花灯在内的民间艺术被划为“四旧”，灯市和灯会被完全禁止。1977年，夫子庙首次开放了灯市，这一传统习俗又开始重新恢复原貌。
1984年，夫子庙古建筑得到中国政府拨款修复，地区景观也得到重新打造。1985年，南京秦淮区政府在春节和元宵节期间，开始在夫子庙大成殿和明德堂由官方组织每年一届的“金陵灯会”。1984年，秦淮工艺灯彩协会成立，一些民间艺人开始制作结合现代技术的彩灯。1988年，夫子庙尊经阁建立了灯彩艺术馆，一些大型灯组开始陆续在金陵灯会上出现。2000年，秦淮区凭借金陵灯会，被命名为“中国民间灯彩艺术之乡”。
2006年举办的第二十届灯会，接待游客量超过300万人次。据当地媒体报道，元宵节当天观灯人流量达45万人次。
2007年起，夫子庙景区进行了大规模的改造和升级，内外秦淮河水系被连成一体，开辟了新的秦淮河游船航线。在灯会期间，沿秦淮河岸摆放了大量的大型花灯，并一直延伸到白鹭洲公园，供游船上的游客观赏。2009年金陵灯会引进了来自四川自贡的大型彩灯，首次以外来灯彩艺术为主举办灯会。2010年则以江苏灯会名义与台湾观光机构合作，展出台湾彩灯，并送灯组参加嘉义灯会，进行灯彩交流活动，当时的江苏省委书记梁保华为灯会点灯。2011年，又首次冠以“首届明城墙国际灯会”名号，邀请美国、日本、韩国、新加坡、马来西亚等国外灯彩参展，并将灯会展出现场拓展到包括中华门城堡、明城墙等在内的整个夫子庙-秦淮风光带景区。
2017年，元宵节期间的夫子庙秦淮灯会创下游客突破60万的历史新高，秦淮灯会正逐步吸引更多的海内外游客。

## 举办时间
每年的农历大年三十至正月十八。